# Domenico Belisario de Bellis
Domenico Belisario de Bellis (Casamassima, 2 marzo 1647 – Roma, 17 gennaio 1701) è stato un vescovo cattolico italiano, cappellano segreto e familiare di papa Innocenzo XII.

## Biografia
Domenico Belisario de Bellis nacque da nobile famiglia in Casamassima originaria di Rutigliano il 2 marzo 1647. Suo padre era il dottor Donato e sua madre la nobildonna Flavia Latilla. Fu dapprima primicerio della chiesa casamassimese di Santo Stefano. In seguito fu nominato vicario generale di Conversano e Montepeloso. Poi divenne vicario del vescovo di Molfetta Carlo Loffredo. Nel 1693, portatosi a Roma per difendere i diritti vescovili contro le pretenzioni dell'arciprete di Acquaviva delle Fonti, causa che felicemente portò a termine, si accattivò la benevolenza di papa Innocenzo XII. Nel 1694 fu nominato vicario generale di Sutri e Nepi e nello stesso anno cappellano segreto e confessore spirituale dello stesso Pontefice. In seguito alla morte del vescovo Pietro Vecchia, il 12 giugno 1695 fu nominato vescovo di Molfetta e richiesto in Roma con la carica di vicegerente della diocesi di Roma. All'improvviso la mattina del 17 gennaio 1701 si spense in Roma a soli 54 anni e fu sepolto in Santa Maria in Via. Donò al suo paese un pezzo del Santo Legno e una parte del corpo di san Prospero Martire.
A Roma fu committente della splendida Fontana del Conservatorio delle Viperesche al rione Esquilino.
A Casamassima donò il suo imponente Palazzo de Bellis ad un ordine religioso che divenne l'attuale ex Convento delle Monacelle tuttora esistente a Casamassima.

## Genealogia episcopale e successione apostolica
La genealogia episcopale è:
- Cardinale Scipione Rebiba
- Cardinale Giulio Antonio Santori
- Cardinale Girolamo Bernerio, O.P.
- Arcivescovo Galeazzo Sanvitale
- Cardinale Ludovico Ludovisi
- Cardinale Luigi Caetani
- Cardinale Ulderico Carpegna
- Cardinale Paluzzo Paluzzi Altieri degli Albertoni
- Cardinale Gaspare Carpegna
- Cardinale Bandino Panciatichi
- Vescovo Domenico Belisario de Bellis

La successione apostolica è:
- Arcivescovo Ferdinando Palma d'Artois, O.C.D. (1696)
- Patriarca Filippo Anastasio (1699)
- Vescovo Francesco Girgenti, C.O. (1699)
- Vescovo Giuseppe Falces, O.F.M. (1699)
- Vescovo Vincenzo Corcione (1699)
- Vescovo Antonio Rosignoli (1700)
- Vescovo Emanuele Cicatelli (1700)
- Vescovo Nicolò Cervini (1700)